# Bogdanka (osada w województwie łódzkim)
Bogdanka – osada w Polsce położona w województwie łódzkim, w powiecie brzezińskim, w gminie Brzeziny.
W latach 1975–1998 miejscowość administracyjnie należała do województwa skierniewickiego.